# كثرة الكريات المتغلظة
كثرة الكريات المتغلظة هي حالة دموية تتميز بوجود كريات متغلظة في الدم. إن الكريات المتغلظة هي عبارة عن كرات دم حمراء صغيرة تبدو مشوهه وغير منتظمة وذات إسقاطات غير طبيعية، والتي عادة ما يحددها إخصائي علم الأمراض على شريحة دم محيطية.
إن كثرة الكريات المتغلظة عند الأطفال هو الحالة الأكثر شيوعًا وهي حالة دموية نادرة تصيب الأطفال. وهو السبب الأساسي لفقر الدم الانحلالي عند حديثي الولادة. وعادة ما يصاحب كثرة الكريات المتغلظة عند الأطفال اليرقان الوليدي وفقر دم حاد وغالبًا ما يتطلب عملية نقل دم. ويعد فقر الدم الانحلالي غالبًا حالة عابرة تبلغ في أقصاها من ثلاثة إلى أربع أسابيع، يتبعها حالة ارتخاء تلقائية وتامة في مدى حياة من أربعة إلى ستة أشهر. ولم يتم بعد تأسيس علم أسباب يبحث في هذه الحالة، ولكن تشير بعض الأدلة، وتشمل وجود كرات دم حمراء مجففة على شريحة دم محيطية والتي يبدو أنها قد عانت من إجهاد تأكسدي، إلى بعض الأسباب التي تشمل عوز مضادات التأكسد مثل فيتامين E أو وجود عامل تأكسدي. ويستند تشخيص كثرة الكريات المتغلظة عند الأطفال بشكلٍ أساسي على شريحة دم محيطي، بالإضافة إلى تحريات تشخيصية لاستبعاد الحالات ذات الأعراض المماثلة مثل أنيميا الفول وعوز كيناز البيروفات. فيمكن لهاتين الحالتين أن يتسببا في وجود كريات دم متغلظة على شريحة الدم. وينطوي العلاج على المعالجة الضوئية إذا كانت مستويات البيليروبين في الدم أعلى بكثير من المستوى الطبيعي لعمر الأطفال، وعلى نقل الدم إذا ما كان مستوى الهيموغلوبين منخفضًا بدرجة غير مقبولة أو إذا كان في تزايد استنادًا على التشخيص السريري للقيم المعملية.